# San Giuseppe all’Aurelio
San Giuseppe all’Aurelio (lateinisch Sancti Iosephi in region Aurelia) ist eine Titelkirche der römisch-katholischen Kirche in Rom. 

## Pfarrgemeinde
Die Pfarrgemeinde wurde am 19. Juni 1961 durch den Kardinalvikar Clemente Micara mit dem Dekret Quotidianis Curis errichtet und der Ordensgemeinschaft der Oblaten des Heiligen Joseph anvertraut. Namensgeber ist der Heilige Giuseppe Marello, der Gründer der Oblaten des Heiligen Joseph. Seit dem 26. Juni 1991 ist sie eine Titelkirche der römisch-katholischen Kirche. 

## Kirchenbau
Architekten waren Ildo Avetta und Giulio Sciascia. Die Planung und Ausführung des Neubaus dauerte von 1960 bis zur Einweihung 1970. Die Tuffstein-Fassade ist dreigeteilt und zeigt einen Pilaster in Zement. Der Eingang wird von einer Spitze aus Keramik begrenzt, die St. Joseph mit Kind und Engeln zeigt.
Der Innenraum hat ein Hauptteil mit Seitenschiffen. Die Apsis zeigt einen Wandteppich mit dem Heiligen Josef mit dem Kinde, eine Restaurierungsarbeit eines 1915 erstellten Wandteppichs aus dem Vatikan. Ein Kreuzweg aus Keramik wurde 1986 von Vasco Nasorri hergestellt. Ein Seitenaltar mit der Darstellung des Abendmahl Jesu wurde 1981 aufgestellt.
Die Kirche befindet sich an der Via Giuseppe Marello, 5/Via Boccea 362 im Quartier Primavalle des römischen Stadtteils QQ XXIII Aurelio e Primavalle.

## Kardinalpriester
- Georg Sterzinsky (1991–2011)
- Gérald Cyprien Lacroix ISPX, seit 22. Februar 2014